# Kama (Fukuoka)
Kama è una città giapponese della prefettura di Fukuoka.

## Storia
La moderna città di Kama è stata costituita il 27 marzo 2006, dalla fusione della città di Yamada, e le città di Inatsuki, Kaho e Usui (tutte all'interno del distrietto di Kaho).